# Андрусенко Юрій Миколайович
Юрій Миколайович Андрусенко — український військовик, підполковник Збройних сил України, учасник російсько-української війни, що загинув у ході російського вторгнення в Україну у 2022 році.

## Життєпис
Народився 03 березня 1977 року в с. Овлаші Роменського району Сумської області. 
Начальник штабу-перший заступник командира 128 окремої бригади територіальної оборони ЗСУ, підполковник. 
Загинув 14 квітня 2022 року в м. Дніпро Дніпропетровській області.
Похований 17 квітня 2022 року в м. Ромни.